# ファルハッド・ザリフ
ファルハッド・ザリフ（ペルシア語: فرهاد ظریف､ラテン翻記：Farhad Zarif,1983年3月3日 - ）は、イランの元男子バレーボール選手である。マシュハド出身。ポジションはリベロ。元イラン代表。

## 所属クラブ
- Kalleh Mazandaran（2013-2014年）
- nian electronic（2014-2015年）
- Sarmayeh Bank（2015-2017年）
- ペイカン・テヘランVC（2017-2019年）
- Khatam Ardakan（2019-2020年）